# اوتاکار ویندیش
اوتاکار ویندیش (چکی: Otakar Vindyš؛ ۹ آوریل ۱۸۸۹ – ۲۳ دسامبر ۱۹۴۹) بازیکن هاکی روی یخ اهل چکسلواکی بود.